# 이국주
이국주(1986년 1월 5일 ~ )는 대한민국의 희극 배우이며 과거 SBS 《진실게임》가짜 무속인 오디션을 봤으나   탈락했다.

## 학력
- 서울면일초등학교
- 혜원여자중학교
- 송곡여자고등학교(2004년 졸업)
- 세한대학교 시각디자인학(2008년 졸업)

## 출연작/활동

### 텔레비전 프로그램/드라마
- MBC 《하땅사》 : 하늘도 웃고 땅도 웃고 사람도 웃고
- MBC 《개그야》 (명감독 김경진, 우리도 결혼했어요, 도, 7년째 연애중)
- MBC 《코끼리》
- YTN STAR 《서세원의 생쇼》
- ETN 《데스노트》
- tvN 《막돼먹은 영애씨》 시즌 9 12회 게스트 출연
- tvN 《코미디빅리그》
  - 시즌1 꽃등심
  - 시즌2 꽃등심
  - 시즌3 이개인 〈리얼티비〉
  - 시즌4 이개인 〈리얼 연애〉
  - 시즌4 더블패티
  - 〈수상한 가정부〉 보성댁(김보성) 역
  - 〈코빅열차〉 보성댁(김보성)(2014년 2~3쿼터)역
  - 〈10년째 연애중〉
  - 〈더티댄싱〉 바 역
  - 〈희극지왕〉 사자후 아줌마(2015년 2쿼터) 역
  - 〈오지라퍼〉 녹즙 아줌마 역
  - 〈개인주의〉(2015년 4쿼터) 김여운의 애인 역
  - 〈국주의 거짓말〉
- KBS2 《부부클리닉 사랑과 전쟁》 시즌 2 82화 살과의 전쟁 - 지희 역
- KBS2 《드라마 스페셜 - 영덕 우먼스 씨름단》
- tvN 《마녀의 연애》
- KBS2 《가족의 품격 풀하우스》
- KBS2 《퀴즈쇼 사총사》
- MBC 《무한도전》
- SBS 《일요일이 좋다 - 런닝맨》
- tvN 《로맨스가 더 필요해》
- tvN 《SNL 코리아》
- tvN 《아홉수 소년》
- SBS 《일요일이 좋다 룸메이트》
- SBS 《힐링캠프 기쁘지 아니한가》
- SBS 《놀라운 대회 스타킹》
- KBS2 《가족끼리 왜 이래》
- Mnet 《너의 목소리가 보여》
- KBS1 《가족오락관》
- MBC 《나 혼자 산다》
- MBC 《우리 결혼했어요》
- SBS 《동상이몽, 괜찮아 괜찮아》
- SBS 《백종원의 3대 천왕》
- SBS 《보컬 전쟁: 신의 목소리》
- KBS2 《어느날 갑자기 외.개.인》
- Mnet 《힛 더 스테이지》
- KBS2 《해피투게더 시즌3》
- MBC 《은밀하게 위대하게》
- TV조선 《며느리 모시기》
- MBC 《미스터리 음악쇼 복면가왕》 - 출연 (161회, 162회)
- JTBC 《아는형님》 11회 2월 13일 (2016년)
- MBC 《MBC 스페셜》 768회 : 2018 언니는 살아있다
- Mnet 《퀴즈와 음악사이》 (2020년)
- MBC 《황금어장 라디오스타》 338회,410회,450회,610회,735회,796회
- tvN《놀라운 토요일》 245회,270~271회,279회
- MBC 《전지적 참견 시점》 215회,217회,218회,222회,223회,226회,227회,235회
- MBC 《구해줘! 홈즈》 3회,109회,162회,168회,185회,191회,199회,213회
- SBS 《덩치 서바이벌 - 먹찌빠》
- SBS 《강심장VS》(2023)
- SBS 《신발 벗고 돌싱포맨》(2024)

### 드라마
- KBS2 《넝쿨째 굴러온 당신》 - 먹자 계 회원 역 (특별출연)
- KBS2 《가족끼리 왜 이래》 - 이국희 역 (특별출연)
- tvN 《악마가 너의 이름을 부를 때》 - 영혼계약자 역 (특별출연)

### 영화
- 《이웃집 스타》 (2017년) - 라디오 DJ 역
- 《광대들: 풍문조작단》 (2019년) - 중국 의뢰인 역 (특별출연)

### 뮤지컬
- 《드립걸스》 (2013년)

### 라디오 프로그램(진행, 출연)
- SBS 파워FM《러브 게임》
- SBS 파워FM《이국주의 영스트리트》 - DJ
- EBS FM《책 읽는 라디오 낭독 시리즈》

### 뮤직 비디오
- AOA - 단발머리 (2014년)
- 슬리피 - 내가 뭘 잘못했는데 (2016년)

### 광고
- 한국야쿠르트 - 세븐
- G9 - (with 에이핑크)
- CJ제일제당 - 오버앤오버
- 동대문엽기떡볶이
- 청정원 츄앤 - (with 이하늬)
- 금성침대

### 홍보대사
- 2008년 12월 서울인형전시회 홍보대사

## 유행어
- "뿌잉뿌잉~" - 《10년째 연애중》
- "호로록~" - 《10년째 연애중》
- "내가 시끄럽다~ 시끄러~!" - 《오지라퍼》

## 수상
- 2007년 MBC 방송연예대상 코미디시트콤부문 여자신인상[2][3]
- 2008년 제16회 대한민국문화연예대상 개그맨상
- 2013년 제21회 대한민국문화연예대상 개그부문 인기상
- 2014년 제22회 대한민국문화연예대상 개그부문 대상
- 2015년 제51회 백상예술대상 TV부문 여자예능상
- 2016년 제10회 케이블TV 방송대상 베스트 코미디언상
- 2016년 MBC 방송연예대상 버라이어티부분 여자최우수상
- 2022년 MBC 방송연예대상 버라이어티부문 여자 우수상
- 2024년 SBS 연예대상 베스트 케미상

## 논란
- 김종국에게 강제로 뽀뽀를 하여 시청자들에게 질타를 받았다.
- 조정치의 엉덩이와 중요 부위를 만지는 등의 비상식적인 행동을 하여 성추행이라는 질타를 받았고 2017년 논란이 재점화되었는데 온시우라는 배우가 본인의 SNS에 이국주로 인해 성희롱 당한 남자연예인은 기분이 어땠겠냐는 글을 게재하여 다시금 떠들썩하였다.